# Grań Kościelców

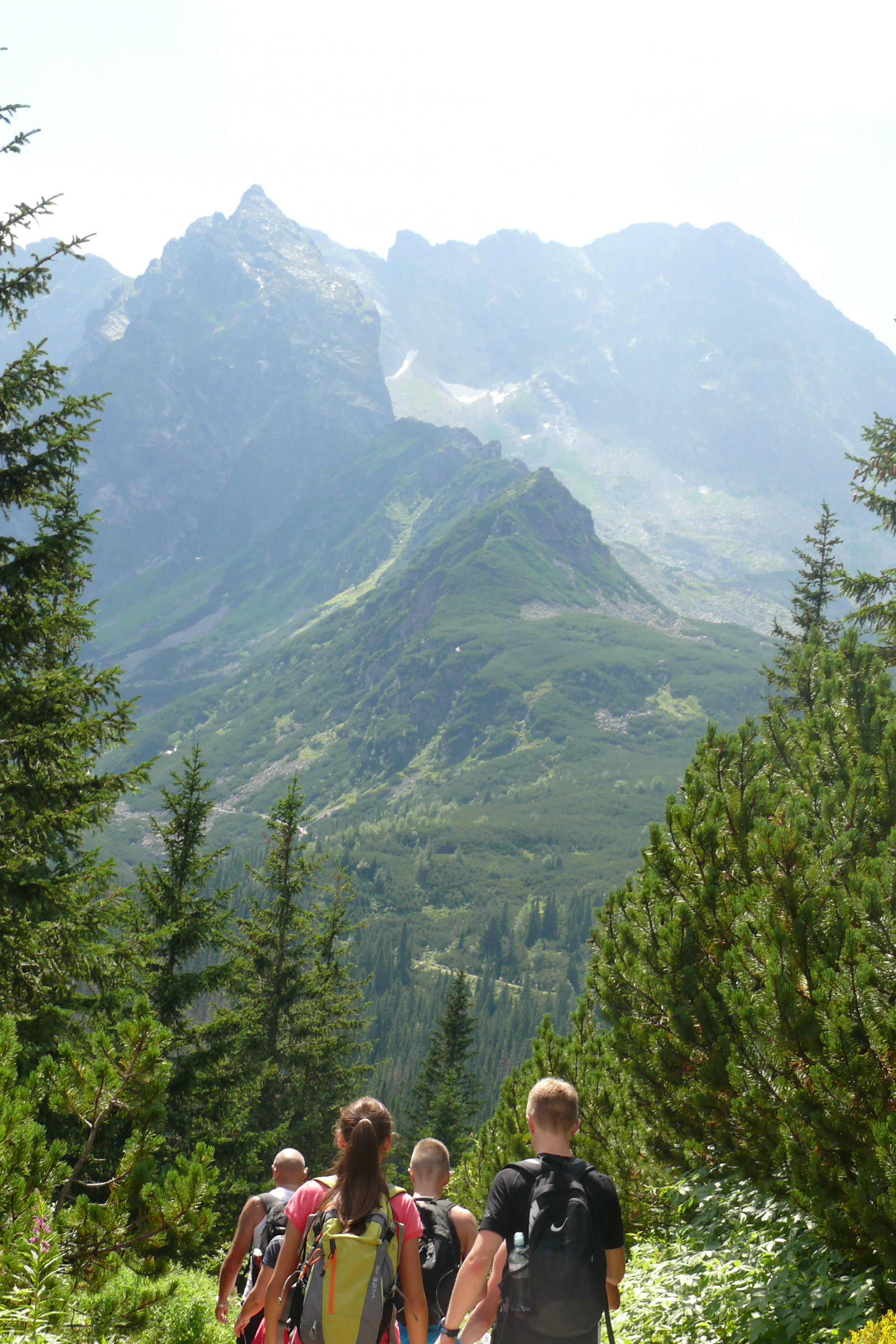
Blick von der Alm Hala Gąsienicowa (Ausschnitt)

Der Grań Kościelców ist ein Bergmassiv in der polnischen Hohen Tatra in der Woiwodschaft Kleinpolen  mit einer Maximalhöhe von 2247 m n.p.m. in der Zawratowa Turnia. Das Massiv liegt in der Gemeinde Zakopane.

## Lage und Umgebung
Unterhalb des Massivs liegen die Täler Dolina Zielona Gąsienicowa und Dolina Czarna Gąsienicowa. Das Massiv grenzt über den Gipfel Zawratowa Turnia an das Massiv der Świnica im Südosten.
Der Kamm des Massivs verläuft vom Gipfel Zawratowa Turnia zur Alm Hala Gąsienicowa wie folgt:
- Bergpass Mylna Przełęcz – 2096 m
- Gipfel Mylna Turnia
- Bergpass Pośrednie Mylne Wrótka
- Gipfel Mylna Kopa – 2159 m
- Bergpass Wyżnie Mylne Wrótka
- Gipfel Zadni Kościelec – 2162 m
- Bergpass Kościelcowa Przełęcz – 2110 m
- Gipfel Kościelec – 2155 m
- Gipfel Czuba nad Karbem – 1856 m
- Bergpass Karb – 1853 m
- Gipfel Mały Kościelec – 1866 m

## Etymologie
Der Name Grań Kościelców lässt sich als Kirchberggrat oder Grat der Kirchberge übersetzen. Der Name kommt von dem Berg Kościelec, dessen Namen man als Kirchberg übersetzen kann.

## Flora und Fauna
Die Waldgrenze liegt bei 1600 Höhenmeter. Der Grań Kościelców ist Rückzugsgebiet für Gämsen und Murmeltiere.

## Tourismus
Es ist für Wanderer und Kletterer zugänglich. Ein Kammweg führt von der Alm Hala Gąsienicowa über den Grat auf den Kościelec. Die Zawratowa Turnia ist zudem über einen anderen Höhenweg vom Bergpass Zawrat erreichbar.

## Belege
- Zofia Radwańska-Paryska, Witold Henryk Paryski: Wielka encyklopedia tatrzańska. Poronin, Wyd. Górskie, 2004, ISBN 83-7104-009-1.
- Tatry Wysokie słowackie i polskie. Mapa turystyczna 1:25.000, Warszawa, 2005/06, Polkart, ISBN 83-87873-26-8.